# Gérard Cooreman
Gérard François Marie Cooreman (1852. március 25. – 1926. december 2.) belga politikus és államférfi volt, Belgium miniszterelnöke 1918-ban.

## Élete
Cooreman 1852-ben Ghent városában született. A genti Sint-Barbaracollege-ban folytatta jogi tanulmányait, majd helyben nyitotta meg ügyvédi irodáját. A politikai pályára a katolikus párt képviseletében lépett és nagy szerepet játszott a párt helyi szociális programjainak kialakításában.
1892-ben a tartományi gyűlés szenátora, majd 1898-tól a belga képviselőház tagja, egészen 1914-ig, Gent képviseletében. 1908 és 1912 között a képviselőház elnöke volt.
Első kormányzati pozícióját 1899-ben Jules Vandenpeereboom kormányában kapta, ahol ipari és munkaügyi miniszter volt. 1911-ben Frans Schollaert kormányának lemondása után I. Albert belga király őt kérte fel kormányalakításra, de Cooreman nem fogadta el a megbízást. 1912-ben államminiszterré nevezték ki és ekkor elhagyta a politikai pályát. 1914-től a belga Société Générale de Belgique igazgatója volt.
Az első világháború kitörésekor Cooreman a belga kormánnyal együtt előbb Antwerpenbe, majd a franciaországi Le Havre-be menekült, bár ebben az időben semmilyen kormányzati posztot nem viselt. A háború alatt nem vett részt hivatalosan a kormány tevékenységében, de 1918. június 1-jén, Charles de Broqueville lemondása után Albert ismét felkérte kormányalakításra, amit Cooreman elfogadott. A kormány csak rövid ideig volt hivatalban, két nappal a német fegyverszüneti egyezmény aláírása után, november 13-án Cooreman lemondott.

## A Cooreman-kormány tagjai
| Miniszteri tiszt                        | Név                   | Párt         |
| --------------------------------------- | --------------------- | ------------ |
| Miniszterelnök és gazdasági miniszter   | Gerhard Cooreman      | Katolikus    |
| Külügyminiszter                         | Paul Hymans           | Liberális    |
| Belügyminiszter                         | Paul Berryer          | Katolikus    |
| Művészeti és tudományos miniszter       | Prosper Poullet       | Katolikus    |
| Igazságügyminiszter                     | Henri Carton de Wiart | Katolikus    |
| Pénzügyminiszter                        | Aloys van de Vijvere  | Katolikus    |
| Ipari és munkaügyi miniszter            | Armand Hubert         | Katolikus    |
| Mezőgazdasági és közmunkaügyi miniszter | Joris Helleputte      | Katolikus    |
| Vasút, posta és távközlési miniszter    | Paul Segers           | Katolikus    |
| Hadügyminiszter                         | Armand De Ceuninck    | pártonkívüli |
| Polgári és katonai főszemlélő           | Joseph Wauters        | Szocialista  |
| Gyarmatügyi miniszter                   | Jules Renkin          | Katolikus    |

## Fordítás
- Ez a szócikk részben vagy egészben  a   Gérard Cooreman című angol Wikipédia-szócikk fordításán alapul.  Az eredeti cikk szerkesztőit annak laptörténete sorolja fel. Ez a jelzés csupán a megfogalmazás eredetét és a szerzői jogokat jelzi, nem szolgál a cikkben szereplő információk forrásmegjelöléseként.

1. 1 2 3  ODIS. (Hozzáférés: 2022. június 23.)